# Hyalonema fimbriatum
Hyalonema fimbriatum är en svampdjursart som beskrevs av Lendenfeld 1915. Hyalonema fimbriatum ingår i släktet Hyalonema och familjen Hyalonematidae. Inga underarter finns listade i Catalogue of Life.